# Malatya
Malatya, dawniej Melitene (gr. Μελιτηνή) – miasto w Turcji. Liczy około 450 tysięcy mieszkańców i jest stolicą prowincji o tej samej nazwie.
Prawdopodobnie poniósł tutaj męczeństwo św. Ekspedyt.
Malatya położona jest w kotlinie u stóp gór Taurus. Jest to ośrodek przemysłowo-usługowy regionu rolniczego. Znajduje się tutaj lotnisko i uniwersytet. W pobliżu odkryto ruiny hetyckiego Melid.